# 止咳藥
止咳药是指治疗咳嗽的药品，通常为片状（亦有含化的）、溶液和混悬液。

## 种类

### 溶液

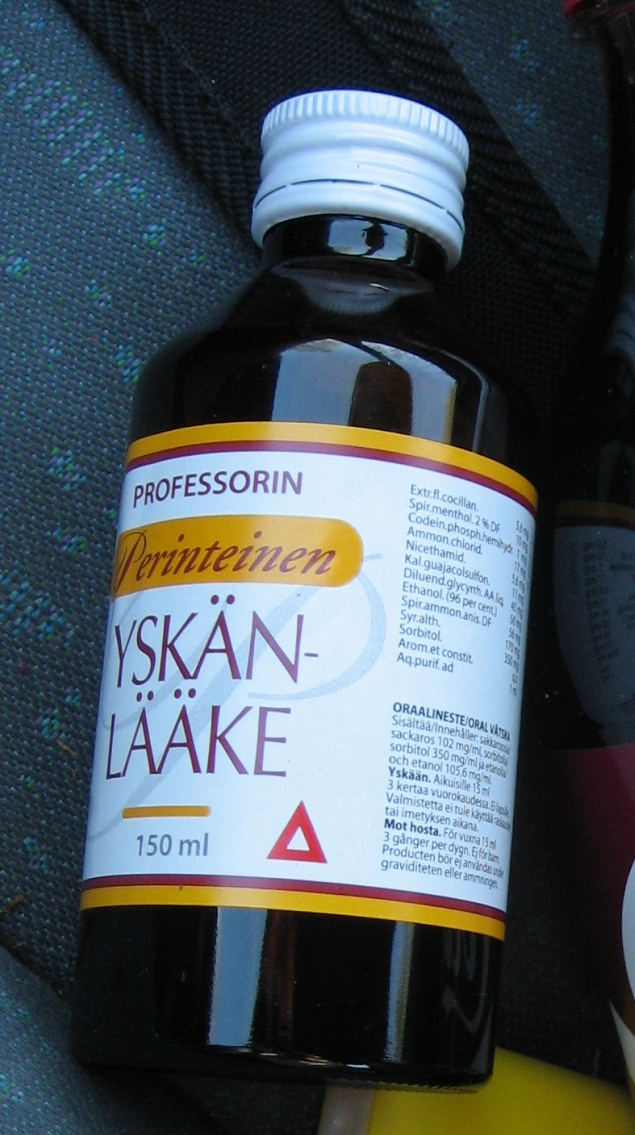
芬兰一种含有磷酸可待因的止咳药水

部分止咳水含有可待因或麻黄碱，过量服用会使人产生欣快感，故被滥用者稱為搖頭水），泛指用於止咳的所有藥水，包括醫生或藥房提供給病人使用的藥水。虽然遵循医嘱使用有治疗咳嗽的作用，但是如果使用過多止咳水而造成攝入止咳水内高劑量的可待因或鴉片，會令用者感覺興奮，導致上癮甚至犯罪，而由醫生處方則為一湯匙，適量可大大減少咳嗽機會。

### 混悬液
一些止咳药采用混悬液的方式制作，通常饮用之前需要摇匀。例如右美沙芬混悬液。

### 药片
复方甘草片是中国大陆生产的一种含有吗啡成分的止咳药，2005年以前在中国大陆几乎是常用药品。起初药店不用提供任何身份证明即可购得，直到2004年列入处方药以后，使用者慢慢减少，更多人则选择了非处方药。

## 副作用
- 呼吸壓抑
- 口渴
- 便秘
- 食慾不振
- 皮膚瘙痒、长皮疹
- 蛀牙、代謝症候群（許多止咳水含糖，使用後不注重牙齒清潔、過量使用則會有此副作用）
- 精神错乱
- 物质依赖（一些止咳水是鴉片類藥物，過量使用會成癮，依建議量使用通常成瘾的可能性比较小。倘若使用鴉片類藥物來治疗咳嗽，则其所需的劑量遠低於成癮劑量）

## 娱乐滥用
一些含有罂粟及其提取物如鸦片、吗啡、可待因的止咳药若大量服用会造成严重的物质依赖。

## 相關条目
- 藥後駕駛
- 毒品
- 紫水（将含有可待因的止咳药水与软饮料（如雪碧）混合后的饮料，亦使人欣快及成瘾。）

## 外部連結
- HK Police website 止咳水 （页面存档备份，存于）
- 一種含有可待因的止止咳水的說明書 （页面存档备份，存于）

### 延伸閱讀
- 衛生福利部中央健康保險署-全球資訊網 （页面存档备份，存于）
- 維他醫生手記: 淺淡感冒藥 （页面存档备份，存于）
- 衛教走廊/家庭醫學科/我要吃感冒藥

（页面存档备份，存于）
- 复方甘草片
- 感冒藥 - 花蓮慈濟醫學中心 （页面存档备份，存于）
- 生病=吃藥嗎？ - ViewArticle